# 보스호트 (우주선)
보스호트(러시아어: Восход)는 러시아가 제작한 유인 우주선이다.
구소련의 보스토크우주선에 이은 새로운 모형의 2, 3인승 유인우주선이다. 1965년 3월에 보스호트 2호를 탄 우주비행사인 레오노프는 우주선에서 우주공간으로 나와 처음으로 우주유영을 하는 데 성공했다. 이때 레오노프와 보스호트는 공기를 공급하는 줄 하나로만 연결되어 있었다.

## 같이 보기
- 보스호트 2호
- 보스호트 (로켓)
- 보스호트 계획
- 소유스 (우주선) - 보스토크 다음의 우주선이다.